# Киевский повет

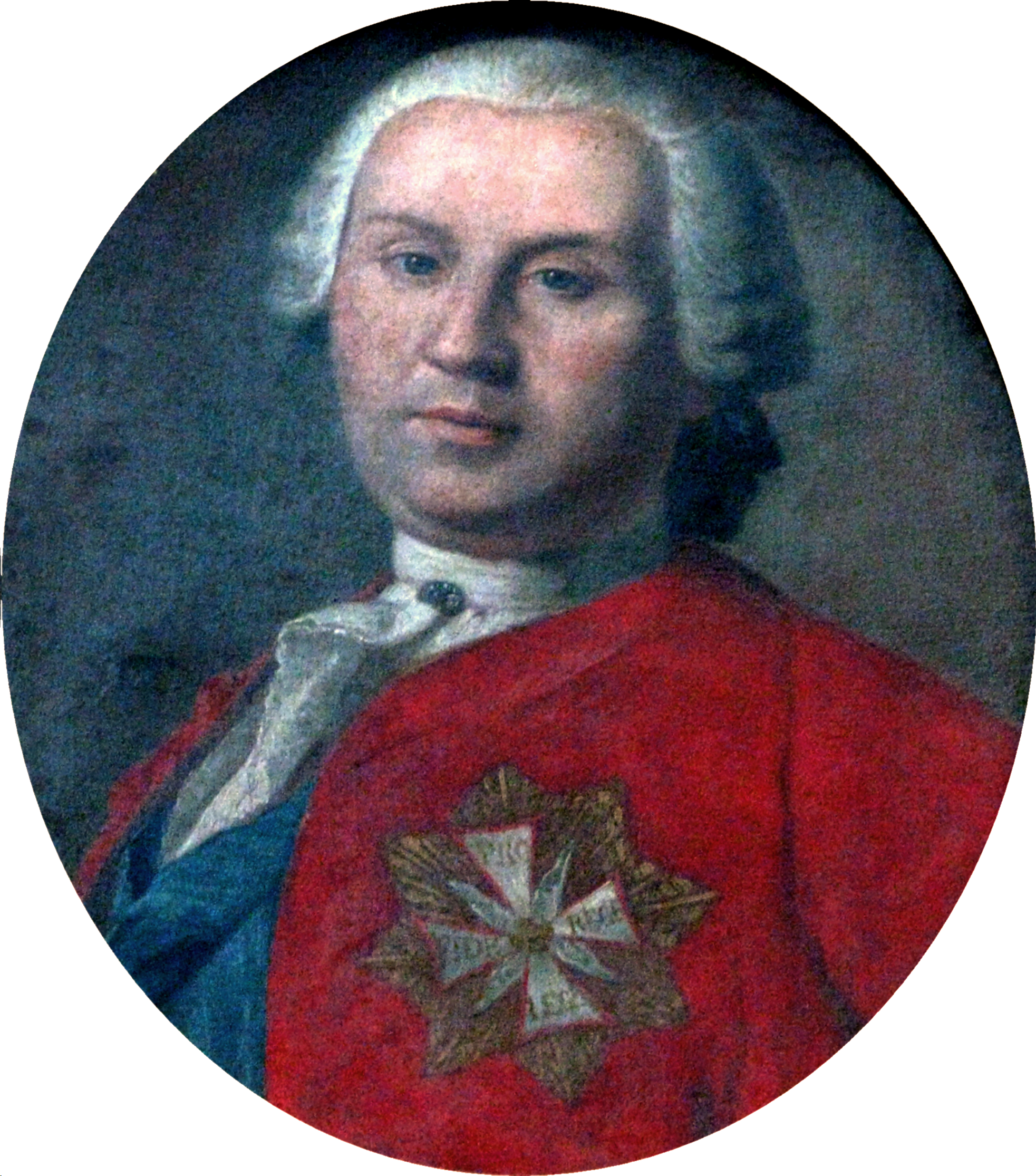
Ежи Август Мнишек Белоцерковский староста

Киевский повет (пол. powiat kijowski) — повет Киевского воеводства.
С 1471 по 1569 год — часть Киевского воеводства Великого княжества Литовского. С 1569 по 1659 год — город и повет в составе Киевского воеводства, входившего в Корону Польскую. Повет был основной административной, судебной (для судов первой инстанции), военной, фискальной и политической единицей. Сеймики, на которых избирались депутаты сейма, до 1659 года проводились в столице, после — в Житомире, Овруче и Белой Церкви. В округе было 15 должностных лиц. Его резиденцией был город Киев, а с 1659 года — Белая Церковь.
Повет располагался на обширной части Приднепровской возвышенности, находящейся в центральной части Украины, между средним течением Днепра. Главной рекой, протекавшей по территории региона, была Рось.

## Главные города
Киев, Житомир, Гостомель, Дымер, Кагарлык, Макаров, Обухов, Триполье.